# Championnat d'Italie de Formule 4
Le championnat d'Italie de Formule 4 est un championnat de course automobile utilisant des monoplaces de la catégorie Formule 4. Il est organisé par WSK Promotions depuis 2014 avec le soutien de l'Automobile Club d'Italia (ACI). Il est considéré comme le ou l'un des championnats nationaux de Formule 4 les plus relevés, avec le championnat allemand.

## Histoire
Gerhard Berger et la Fédération internationale de l'automobile annoncent en 2013 un nouveau plan de refonte de la Formule 4 pour en faire la première étape pour les jeunes pilotes vers la Formule 1. Le championnat d'Italie de Formule 4 est le premier à être lancé dès la saison 2014, succédant à l'ancienne Formula Abarth de 2005 à 2013.
Le championnat est monotype et utilise un châssis Tatuus F4-T014, équipé d'un moteur Abarth.
La Formule 4 italienne a notamment accueilli Lance Stroll, champion en 2014, Zhou Guanyu, Robert Shwartzman, Lando Norris ou Mick Schumacher.

## Palmarès

### Pilotes
| Année | Champion              | Équipe du champion    | Champion autre catégorie                             |
| ----- | --------------------- | --------------------- | ---------------------------------------------------- |
| 2014  | Lance Stroll          | Prema Powerteam       | Hiver : Ralf Aron F4 Trophy : Brandon Maïsano        |
| 2015  | Ralf Aron             | Prema Powerteam       | F4 Trophy : Kevin Kanayet Féminin : Julia Pankiewicz |
| 2016  | Marcos Siebert        | Jenzer Motorsport     | Rookie : Jüri Vips Féminin : Fabienne Wohlwend       |
| 2017  | Marcus Armstrong      | Prema Powerteam       | Rookie : Leonardo Lorandi                            |
| 2018  | Enzo Fittipaldi       | Prema Theodore Racing | Rookie : Petr Ptáček                                 |
| 2019  | Dennis Hauger         | Van Amersfoort Racing | Rookie : Paul Aron Féminin : Amna Al Qubaisi         |
| 2020  | Gabriele Minì         | Prema Powerteam       | Rookie : Gabriele Minì Féminin : Hamda Al Qubaisi    |
| 2021  | Oliver Bearman        | Van Amersfoort Racing | Rookie : Nikita Bedrin Féminin : Maya Weug           |
| 2022  | Andrea Kimi Antonelli | Prema Powerteam       | Rookie : Andrea Kimi Antonelli Féminin : Maya Weug   |
| 2023  | Kacper Sztuka         | US Racing             | Rookie : Arvid Lindblad Féminin : Tina Hausmann      |
| 2024  | Freddie Slater        | Prema Powerteam       | Rookie : Alex Powell                                 |

### Équipes
| Année | Vainqueur             | Pilotes |
| ----- | --------------------- | --- |
| 2014  | Prema Powerteam       | Lance Stroll Takashi Kasai Brandon Maïsano                                                                            |
| 2015  | Prema Powerteam       | Giuliano Raucci Zhou Guanyu Ralf Aron                                                                                 |
| 2016  | Prema Powerteam       | Mick Schumacher Jüri Vips Juan Manuel Correa                                                                          |
| 2017  | Bhaitech              | Lorenzo Colombo Sebastián Fernández Leonardo Lorandi                                                                  |
| 2018  | Prema Theodore Racing | Gianluca Petecof Jack Doohan Olli Caldwell Enzo Fittipaldi Amna Al Qubaisi                                            |
| 2019  | Van Amersfoort Racing | Dennis Hauger Ido Cohen Niklas Krütten Lucas Alecco Roy Sebastian Estner                                              |
| 2020  | Prema Powerteam       | Kirill Smal Sebastián Montoya Dino Beganovic Gabriele Minì Gabriel Bortoleto                                          |
| 2021  | Van Amersfoort Racing | Joshua Dufek Nikita Bedrin Bence Válint Oliver Bearman Cenyu Han Robert de Haan                                       |
| 2022  | Prema Powerteam       | Charlie Wurz Andrea Kimi Antonelli James Wharton Conrad Laursen Rafael Câmara                                         |
| 2023  | Prema Powerteam       | Ugo Ugochukwu Tuukka Taponen James Wharton Rashid Al Dhaheri Aurelia Nobels Arvid Lindblad Nicola Lacorte Alex Powell |
| 2024  | Prema Powerteam       | Rashid Al Dhaheri Freddie Slater Tomass Štolcermanis Dion Gowda Kean Nakamura-Berta Alex Powell                       |